# Signiphora rectrix
Signiphora rectrix is een vliesvleugelig insect uit de familie Signiphoridae. De wetenschappelijke naam is voor het eerst geldig gepubliceerd in 1915 door Girault.